# Tumbatu Jongowe
Tumbatu Jongowe è una circoscrizione rurale (rural ward) della Tanzania situata nel distretto di Kaskazini A, regione di Zanzibar Nord. Conta una popolazione di 3 262 abitanti (censimento 2012).